# Les Guerreaux
Les Guerreaux is een gemeente in het Franse departement Saône-et-Loire (regio Bourgogne-Franche-Comté) en telt 227 inwoners (2022). De plaats maakt deel uit van het arrondissement Charolles.

## Geografie
De oppervlakte van Les Guerreaux bedraagt 19,6 km², de bevolkingsdichtheid is 11 inwoners per km².
De onderstaande kaart toont de ligging van Les Guerreaux met de belangrijkste infrastructuur en aangrenzende gemeenten.

## Demografie
Onderstaande figuur toont het verloop van het inwonertal (bron: INSEE-tellingen).